# Исландия на зимних Паралимпийских играх 2018
Исландия на зимних Паралимпийских играх 2018 года в Пхёнчхане была представлена одним спортсменом (Хилмар Орварссон) в соревнованиях по горнолыжному спорту.

## Состав и результаты соревнований

### Горнолыжный спорт

#### Мужчины
| Соревнования      | Класс | Спортсмены       | Заезд 1/ Скоростной спуск | Заезд 1/ Скоростной спуск | Заезд 2/ Слалом | Заезд 2/ Слалом | Время   | Место |
| Соревнования      | Класс | Спортсмены       | Время                     | Место                     | Время           | Место           | Время   | Место |
| ----------------- | ----- | ---------------- | ------------------------- | ------------------------- | --------------- | --------------- | ------- | ----- |
| Слалом            | Стоя  | Хилмар Орварссон | 58.32                     | 17                        | 52.27           | 7               | 1:50.59 | 13    |
| Гигантский слалом | Стоя  | Хилмар Орварссон | 1:15.03                   | 26                        | 1:14.79         | 20              | 2:29.82 | 20    |